# Ситарроса, Альфредо
Альфредо Ситарроса (исп. Alfredo Zitarrosa; 10 марта 1936 — 17 января 1989) — уругвайский певец, композитор, поэт, писатель и журналист. Считается одной из самых важных фигур в истории музыки Уругвая и всей Латинской Америки.

## Биография
Альфредо Ситарроса родился у незамужней Хесусы Бланки Ниеве Ирибарне в госпитале Перейра Россель в Монтевидео, Уругвай. Вскоре после рождения сына мать отдала его в семью Карлоса Дурана и Дорайсельи Карбахаль. От новых родителей он получил имя Альфредо «Почо» Дуран. Между 1944 и 1947 годами семья переехала в Сантьяго Васкес. Приёмные родители часто возили Альфредо в пригород Тринидада (столицы департамента Флорес), где родилась Дорайселья Карбахаль. Эти поездки оставили у него яркие воспоминания, что позднее отразится на его репертуаре: многие песни основаны на крестьянских ритмах и мотивах, особенно милонги.
Позже семья вернулась в Монтевидео, и в подростковом возрасте Альфредо переехал к своей биологической матери и её мужу, аргентинцу Николасу Ситарросе, который и дал ему фамилию. Живя недалеко от Монтевидео, Альфредо ездил туда в школу, а вскоре и окончательно перебрался в столицу. Там он жил сначала снова у Дуранов, а затем в пансионе Миссис Эмы, здание которого принадлежало его матери Бланке Ирибарне. Молодой человек много где работал, в том числе в мебельном магазине, медицинском обществе, в церкви и типографии.

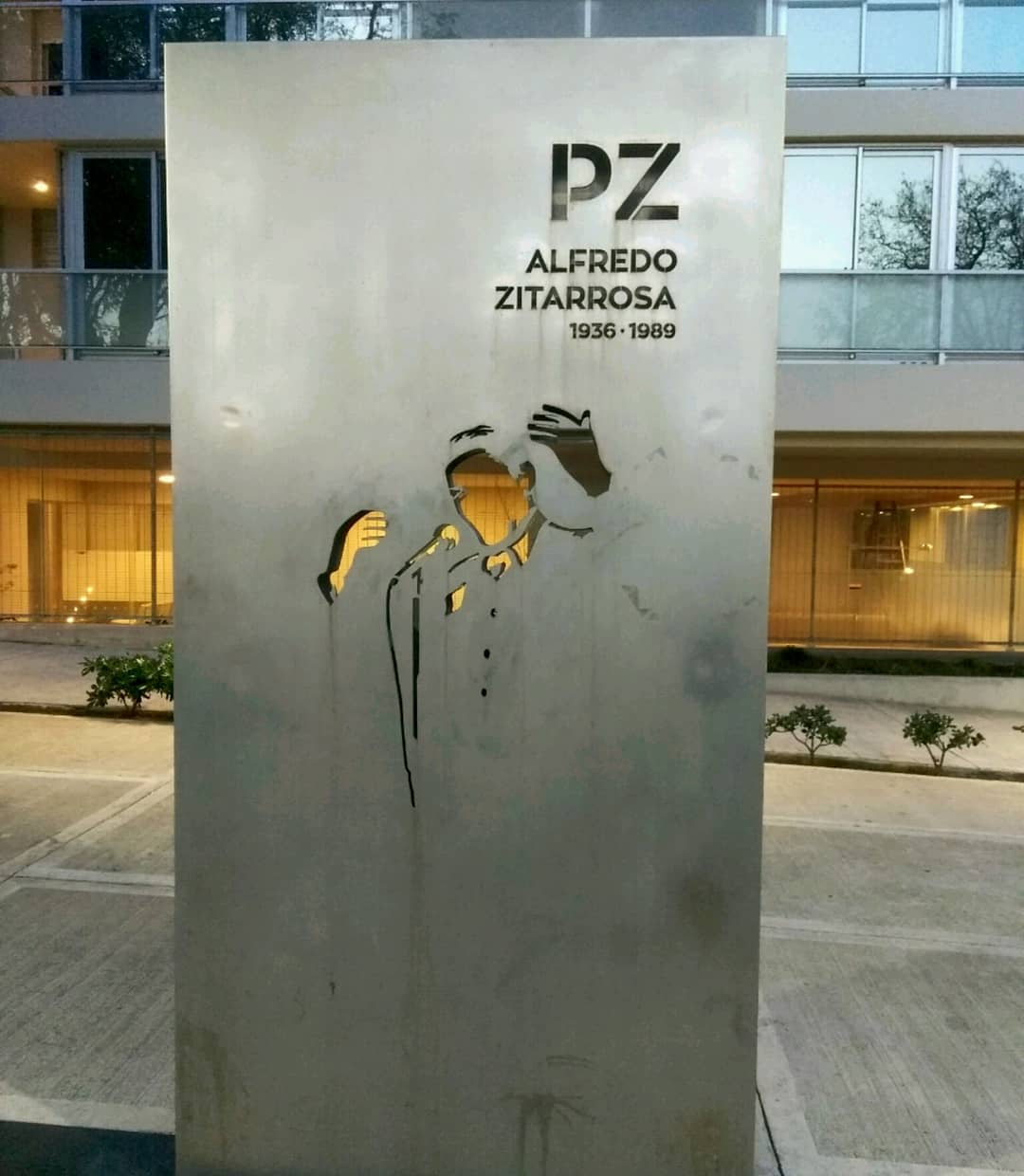
Памятник Альфредо Ситарроса в Монтевидео.

В 1954 году он стал радиоведущим, причём работал и в новостях, и в развлекательных программах, а также в качестве актёра. В это же время он писал стихи и прозу для журнала «Марча» (Marcha), работал там и журналистом.
Оказавшись волею обстоятельств в Перу, 20 февраля 1954 года он дебютировал там в качестве певца на телеканале Channel 13 (Panamericana Television). Ситарроса вспоминал:
«У меня не было денег, но было много друзей. Случилось так, что один из них, Сесар Дуранд, владел информационным агентством, и я неожиданно попал в телевизионную передачу, где мне пришлось петь. За две песни мне заплатили 50 долларов. Это было сюрпризом и позволило заработать какие-то деньги».
Вскоре после этого он провёл несколько программ на боливийском Radio Altiplano в Ла-Пасе, а затем — в Монтевидео. Благодаря этим выступлениям в 1966 году он был приглашён на Festival of Cosquin в Аргентине.
С самого начала своей карьеры он был признан одним из великих голосов латиноамериканской популярной музыки с явственными фольклорными и «левыми» корнями. Сочетание густого тембра и гитарного аккомпанемента стало его фирменным знаком вместе со сдержанным, мужским стилем исполнения.
Из-за связей с коалицией левых сил Уругвая «Широкий фронт» (Frente Amplio) был вынужден покинуть страну, а его песни были запрещены в Уругвае, в Аргентине и в Чили в годы антикоммунистической диктатуры в Латинской Америке. С февраля 1976 года он жил последовательно в Аргентине, Испании и Мексике.
После Фоклендской войны, когда запрет на музыку Ситарросы в Аргентине был снят, певец вернулся в Буэнос-Айрес. Там он дал три знаменитых концерта на арене Obras Sanitarias в 1983 году. Через год он вернулся в Уругвай, где был тепло встречен и дал первый концерт в марте 1984 года, который позже назвал «самым главным опытом» своей жизни.
Умер 17 января 1989 года от перитонита в результате инфаркта кишечника, в родном городе Монтевидео.

## Творчество
Самыми популярными стали такие песни Ситарросы как «Dona Soledad», («Госпожа Одиночество»), «Crece desde el Pie» («Растущий из ноги»), «Recordandote» («Вспоминая тебя»), «Stefanie», «Adagio a mi pais» («Адажио моего края»), «Zamba por vos» («Замба для вас»), «El violin de Becho» («Скрипка Бечо»), «Guitarra negra» («Чёрная гитара»).
За книгу «Explicaciones» («Объяснения»), которую он изначально не собирался публиковать, Инспекторат города Монтевидео наградил его премией «Municipal Poetry Award» в 1959 году. Другая книга, «Por si el recuerdo» («Если я вспомню»), была опубликована в 1988 году и состояла из рассказов.